# Verflüssigung
Verflüssigung ist das Überführen eines Stoffes in den flüssigen Aggregatzustand. Dies kann durch zwei Prozesse erfolgen:
- Ausgehend von einem Feststoff durch Schmelzen
- Ausgehend von einem Gas durch Kondensation oder Druckerhöhung (Druckverflüssigung), z. B.
  - in einer Gasverflüssigungsanlage
  - im Rahmen der Luftverflüssigung
  - in einem Kondensator (Verfahrenstechnik)

Die Eigenschaften eines Materials verändern sich beim Phasenübergang von der festen oder gasförmigen zur flüssigen Phase.